# Symposiachrus brehmii
El monarca de Brehm (Symposiachrus brehmii) es una especie de ave paseriforme de la familia Monarchidae endémica de la isla Biak.

## Distribución y hábitat
Es endémico de las isla Biak perteneciente a la provincia de Nueva Guinea Occidental, Indonesia.
Su hábitat natural son las selvas tropicales húmedas de zonas bajas. Se encuentra amenazado por pérdida de hábitat.